# Бакеево (Стерлибашевский район)
Баке́ево (баш. Баҡый) — село  в Стерлибашевском районе Республики Башкортостан Российской Федерации. Административный центр Бакеевского сельсовета.

## География

### Географическое положение
Село расположено на реке Сухой Кундряк.
Расстояние до:
- районного центра (Стерлибашево): 12 км,
- ближайшей ж/д станции (Стерлитамак): 72 км.

## История
В «Списке населенных мест по сведениям 1870 года», изданном в 1877 году, населённый пункт упомянут как деревня Кундрякбашева (Бакиева) 4-го стана Стерлитамакского уезда Уфимской губернии. Располагалась при речке Кундряке, в 50 верстах от уездного города Стерлитамака и в 28 верстах от становой квартиры в селе Васильевское (Бондаревка). В деревне, в 44 дворах жили 226 человек (113 мужчин и 113 женщин, татары). Жители занимались земледелием, скотоводством.

## Население
| 2002 | 2009 | 2010 |
| ---- | ---- | ---- |
| 662  | ↘651 | ↘507 |

Национальный состав
Согласно переписи 2002 года, преобладающая национальность — татары (88 %).

## Религия
В селе есть мечеть.